# Ediciones de la Universidad de Murcia
Ediciones de la Universidad de Murcia (Editum), o Servicio de Publicaciones de la Universidad de Murcia, es una editorial universitaria española fundada por la Universidad de Murcia en 1954. Su catálogo contiene unos 1.900 títulos, que tratan de las distintas facetas del conocimiento científico. Forma parte de  la Unión de Editoriales Universitarias y Científicas Españolas (UNE).

## Creación y fines

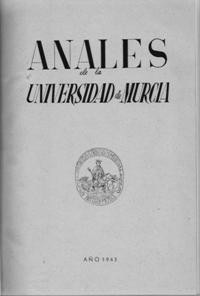
Portada del Primer Número de Anales de la Universidad de Murcia, tras su refundación

El origen de las publicaciones en la Universidad de Murcia fue la revista Anales de la Universidad de Murcia, que publicó doce volúmenes entre 1930 y 1954, interrumpiéndose durante el periodo 1932-1942. Abarcaba materiales de Derecho, Filosofía y Letras y Ciencias, lo que en una segunda etapa dio lugar a series independientes: Anales de la Universidad de Murcia: Ciencias, Anales de la Universidad de Murcia: Derecho y Anales de la Universidad de Murcia: Filosofía y Letras, que perdurarían hasta 1984, 1976 y 1980, respectivamente. Posteriormente les sucederían: Anales de Ciencias (hasta 1988), Anales de Derecho -que continúa hasta nuestros días- y Anales de la Universidad de Murcia: Letras. A partir de 1985, este último título se dividiría en varias revistas, según sus especialidades: Anales de Filología Francesa, Anales de Filología Hispánica, Cuadernos de Filología Inglesa, Imafronte, Myrtia, etc.
En la década de los setenta se crea propiamente el Servicio de Publicaciones de la Universidad, que a lo largo de estos años ha desempeñado una doble labor: gestionar los servicios de impresión corporativa que requieren las Unidades y Departamentos de la Universidad, y la función específicamente editorial. Es una editorial generalista, pues lo es la propia universidad, que imparte titulaciones e investigadores en todas las áreas de conocimiento, y eso se refleja en su actual catálogo de colecciones, series y revistas científicas, que tratan de todo tipo de temas.
Como editorial universitaria de carácter público su fin es la difusión del conocimiento académico y científico, y apoyar el aprendizaje. Por eso combina la publicación impresa con el acceso en línea en abierto. En ese sentido, Editum publicó tesis doctorales a texto completo hasta el año 2018. Las revistas científicas se publican desde el año 2005 en formato abierto, tanto en versión impresa como digital a través de una edición electrónica gestionada por el programa Open Journal Systems. Además, todas las publicaciones se envían a las bibliotecas universitarias españolas para contribuir al Intercambio Científico, así como a otros organismos científicos. 
En 2006 se adopta el sello editorial "Editum", al integrar esta palabra latina, que significa "edición", las iniciales de la propia Universidad de Murcia. El logotipo de la marca fue diseñado por el profesor de Bellas Artes Maximiliano Gómez.

## Colecciones
- Editum ágora

Es la colección dedicada por la Universidad de Murcia a las investigaciones y estudios sobre los diferentes aspectos de la vida social, con un compromiso especial con el análisis y la investigación de los problemas relacionados con la inclusión, los sectores desfavorecidos, los mecanismos de mejora de la comunicación e integración social, las relaciones sociales y políticas y las claves de la sociedad contemporánea.
- Editum aprender

Es la colección dedicada por la Universidad de Murcia a la publicación de propuestas didácticas y experiencias de innovación educativa que contribuyan a la mejora de la enseñanza y el aprendizaje. Aunque abarcará todas las etapas educativas, una de sus series tratará específicamente de la Innovación en la Enseñanza Universitaria. Igualmente, incluirá materiales, guías o textos didácticos realizados para orientar el aprendizaje de los estudiantes universitarios en contextos curriculares o materias concretas. Obras en las que tanto los contenidos como su organización les ayuden en su proceso de adquisición de conocimiento y competencias. Editum aprender publicará tanto libros impresos como formatos digitales o disponibles en Internet.
- Editum artes

Es la colección dedicada por la Universidad de Murcia a la presentación de estudios sobre el arte en sus distintas facetas: sus lenguajes, sus autores, y sus relaciones interdisciplinares, sociales, comunicativas o estéticas. Interesará a esta colección especialmente la reflexión sobre su sentido, su producción, su historia, su comprensión y su significado en el mundo contemporáneo.
- Editum cagigal

Colección que reúne monografías científicas que abordan temáticas relacionadas con los siguientes descriptores: deporte, psicomotricidad, historia del deporte, rendimiento deportivo, gestión del deporte, educación física, recreación deportiva, actividad física y salud, y fisiología del ejercicio.
- Editum derecho

Editum Derecho en la colección dedicada por la Universidad de Murcia al ámbito de las ciencias jurídicas, que nace con la intención de dar continuidad a su homónima “Estudios de Derecho”. Su objetivo principal radica en contribuir a la difusión del conocimiento jurídico mediante la publicación de obras científicas novedosas y actuales que aborden temáticas jurídicas o afines.
- Editum educar y aprender

Colección dedicada por la Universidad de Murcia a la publicación de propuestas didácticas y experiencias de innovación educativa que contribuyan a la mejora de la enseñanza y el aprendizaje. Además de los grandes tópicos relacionados con el proceso de enseñanza y aprendizaje –competencias y habilidades docentes, metodologías didácticas, evaluación de los aprendizajes, estrategias de estudio y aprendizaje, motivaciones, intereses y necesidades de los estudiantes, etc.- incluirá otros tópicos más generales tales como la atención a la diversidad educativa, la educación intercultural o la educación en valores. Igualmente, incluirá materiales, guías o textos didácticos realizados para orientar el aprendizaje de los estudiantes universitarios en contextos curriculares o materias concretas. Obras en las que tanto los contenidos como su organización les ayuden en su proceso de adquisición de conocimiento y competencias. Integra los contenidos de la anterior serie Innovación. 
- Editum ensayo

Es la colección dedicada por la Universidad de Murcia a las obras que, sin perder el rigor en la exposición y argumentación de ideas y reflexiones, tratan con la libertad propia de este género los grandes problemas del hombre, la sociedad, la cultura y sus manifestaciones. Libros para ayudar a comprender a todos los lectores algunas claves de la vida y el mundo, que orientan el pensamiento y fomentan el debate y la crítica de los temas que preocupan a todos.
- Editum fuentes

Es la colección dedicada por la Universidad de Murcia a la edición de fuentes históricas, y la publicación de investigaciones derivadas de las mismas. Se trata de poner al alcance del investigador ediciones de textos manuscritos (de carácter jurídico, administrativo, económico, literario, bibliográfico, etcétera) realizadas con rigor científico, y acompañadas de estudios históricos o archivísticos. El objetivo es facilitar el aprovechamiento de estas fuentes, de difícil acceso, en estudios de tipo jurídico, filológico e histórico en general. Esta colección continúa la serie "Fuentes históricas de la Región de Murcia", que fue iniciada por el profesor Miguel Rodríguez Llopis a finales de los años noventa en el Servicio de Publicaciones de la Universidad de Murcia.
- Editum gaia

Es la colección dedicada por la Universidad de Murcia al estudio del medio ambiente, los recursos naturales terrestres o marinos, los ecosistemas, su evolución, sus procesos y su conservación. Problemas universales con realidades regionales como la aridez, la contaminación, la desertización, los cambios en el clima, la interrelación humana y social con el Planeta Tierra y las formas de la sostenibilidad estarán presentes en esta colección, nacida coincidiendo con la Declaración de las Naciones Unidas de 2008 como Año Internacional del Planeta Tierra.
- Editum ideas

Es la colección dedicada por la Universidad de Murcia a la filosofía, al pensamiento, la innovación, las reflexiones sobre la ciencia, la técnica y la creatividad aplicada a resolver o abarcar las cuestiones de nuestro tiempo. Tienen cabida en esta colección, entre otros, los estudios y reflexiones sobre el conocimiento en la sociedad mediatizada por las tecnologías, sobre el desarrollo tecnológico y sus aplicaciones, o los nuevos intentos de responder a las cuestiones radicales planteadas en la cultura occidental.
- Editum mare nostum

Editum Mare Nostrum es la colección dedicada por la Universidad de Murcia a la difusión del conocimiento dentro del proyecto Campus Mare Nostrum, por lo que alberga publicaciones sobre los focos de excelencia de este Campus de Excelencia Internacional: bioeconomía basada en la agroalimentación; Calidad de vida y tecnologías sanitarias y Mar Mediterráneo y tecnologías navales y del mar. Esta colección integra estos temas, más todos aquellos de interés para el área mediterránea que respondan a los objetivos de la Unión por el Mediterráneo, fundamentalmente las relaciones internacionales y la colaboración de los países mediterráneos con la Unión Europea, así como el legado cultural del Mediterráneo.
- Editum media

Publica estudios sobre los medios de comunicación en sus dimensiones impresas, audiovisuales o electrónicas, la publicidad, Internet, las industrias multimedia como el cine o las instituciones de la memoria y la transmisión cultural son los temas de interés de esta colección. La comunicación como fenómeno, como organización, como empresa, los usuarios y los públicos receptores, consumidores o transmisores y los procesos de creación e inserción social de los contenidos irán siendo tratados en nuestros libros.
- Editum miradas

Es la colección dedicada por la Universidad de Murcia a presentar textos que ayuden a comprender nuestro espacio y nuestro tiempo, con especial énfasis en el ámbito de la historia y la geografía regional. Investigaciones, reflexiones historiográficas, análisis geográfico regional o local, textos centrados en el pasado histórico, pero también en el presente y su genealogía, para contribuir a entender la época. Textos rigurosos pero accesibles, comprometidos con el saber, y que permitan entender las prácticas económicas, las relaciones sociales y el ejercicio del poder, la relación con el territorio, el espacio geográfico físico, humano y social.
- Editum res publica

Colección creada originalmente en el grupo de investigación Saavedra Fajardo, su objetivo es la difusión de los estudios sobre el pensamiento político y su historia en general, aunque poniendo énfasis en el periodo contemporáneo, desde el Idealismo alemán al presente, caracterizado por la superación del Estado-Nación y la emergencia de la política global y de los grandes espacios. La colección trata los grandes tópicos del pensamiento político —representación, teología política, imperio, construcción europea, justicia, democracia— así como el estudio de los procesos políticos del pensamiento español.
- Editum salud

Es la colección dedicada por la Universidad de Murcia a la edición de textos sobre los diversos conocimientos, factores y prácticas relacionados con a la salud. Según la definición de la Organización Mundial de la Salud, esta consiste en un estado de completo bienestar físico, mental y social, y no solamente en la ausencia de afecciones o enfermedades. De acuerdo con ello, esta colección recoge aportaciones de las Ciencias Médicas, así como de otras Ciencias de la Salud, como Enfermería, Fisioterapia o Psicología.
- Editum scientia

La colección scientia recoge textos sobre la historia, la metodología, la filosofía y sociología de la Ciencia, que contribuyan a comprenderla como modo de creación de conocimiento con reglas propias de producción, comunicación y aplicación. Por tanto, aparecen en ella tanto análisis históricos sobre las disciplinas científicas como reflexiones sobre sus tendencias actuales, sus relaciones con la técnica y el desarrollo tecnológico, y las políticas que favorecen su extensión y aplicación al desarrollo social.
- Editum signos

Es la colección dedicada por la Universidad de Murcia a los estudios filológicos, la crítica literaria, el lenguaje y la comunicación. El lenguaje es el soporte del pensamiento, de la memoria, de la creación y de la relación social, y comprender sus manifestaciones, sus géneros, su evolución, sus reglas y sus usos es saber más de nosotros mismos. Para contribuir a ello, Editum signos recoge investigaciones que ayudan a desentrañar algunos de estos signos propios de la condición humana.
- Editum teatro

Es la colección dedicada por la Universidad de Murcia a las artes escénicas, sus autores, sus lenguajes y formas de representación, así como a su evolución histórica. Continúa la colección "Cuadernos de Teatro" creada por el Servicio de Publicaciones en los años ochenta, y está dirigida por los profesores César Oliva y Mariano de Paco. Junto con la otra colección de la Universidad de Murcia dedicada a los textos escénicos, "Antología Teatral Española", forma parte de los referentes bibliográficos fundamentales para los estudiosos y amantes del teatro.
- Editum textos guía

Esta colección integra y continúa las publicaciones de la serie Docente. Está coordinada por el Centro de Formación y Desarrollo Personal (CFDP) de la Universidad de Murcia.
- Editum viñetas

Colección dedicada a la publicación de obra gráfica, cómics y obras que estudien estos géneros comunicativos abarcados por el considerado "noveno arte", que se va integrando cada vez más en el conjunto de los lenguajes y formas de narración contemporáneas. (Esta colección ya no tiene continuidad)
- Estudios de Derecho

Es una colección nacida en 2003, que recoge de modo generalista investigaciones y trabajos doctrinales de todos los campos del derecho y la jurisprudencia. Actualmente esta colección se sigue publicando bajo el nombre Editum derecho.
- Facsímiles de la Biblioteca Universitaria

Colección en la que Editum publica ediciones facsimilares de obras del fondo antiguo de la Biblioteca de la Universidad de Murcia, manuscritos, incunables u obras del siglo XVI. Hasta ahora se ha editado el "Libro de la Anothomia del hombre", de 1551, de Bernardino Montaña de Monserrate, el “Ensayo sobre los alphabetos de las letras desconocidas”, por Luis José Velázquez, de 1752, y la “Historia de las yeruas, y plantas, sacada de Dioscoride Anazarbeo y otros insignes Autores, con los nombres Griegos, Latinos, y Españoles, traduzida nueuamente en español por Iuan Iaraua". Se trata de ediciones facsímilares, numeradas y firmadas. Esta colección ha dejado de publicarse.
- Guias PAU

Colección en la que Editum publica de la mano de los responsables de las Pruebas de Acceso a la Universidad manuales explicativos, con ejemplos prácticos, los contenidos de los exámenes y la manera idónea de plantearlos y resolverlos.

## Series
- Antigüedad y Cristianismo

Esta colección, dirigida por el profesor de Historia Antigua Antonino González Blanco, nació en el año 1984 para dedicarse a los estudios de Antigüedad cristiana y de sus restos arqueológicos. El primer título se dedicó a Begastri, y desde entonces se han tratado diversas temáticas que van desde los aspecto locales, como la cultura latina de la Cueva Negra de Fortuna (Murcia), la cueva de la Camareta (Agramón-Hellín, Albacete), el balneario de Fortuna, etcétera, hasta estudios más amplios como el de la población del Alto Éufrates Sirio, o sobre el Concilio de Éfeso y sus participantes, los Hunos, la romanización y el cristianismo de la Siria Mesopotámica. (Esta serie se encuentra cerrada actualmente). 
- Actos Académicos

Esta serie recoge las lecciones inaugurales de los cursos académicos de la Universidad de Murcia y de los actos académicos con motivo de la festividad de Santo Tomás de Aquino y de investiduras de Doctor o Doctora Honoris Causa.
- Antología Teatral Española

La Antología Teatral Española (ATE), coordinada por César Oliva y Mariano de Paco, reúne textos, inéditos casi siempre, de autores españoles vivos, sin distinción temática o estética. El texto dramático es el principal protagonista de estos libros, en los que figura, además, una bio-bibliografía del autor y una breve introducción a cargo de un especialista escénico. El casi medio centenar de volúmenes publicados, sin que se repita ningún dramaturgo, permite componer un significativo panorama del teatro español en la segunda mitad del siglo XX y en los comienzos del XXI. (Esta serie se encuentra cerrada actualmente).
- Aula de Poesía

Serie creada en el año 1996, que recoge obras premiadas en el Premio de Poesía “Dionisia García” de la Universidad de Murcia, así como otros textos poéticos de, entre otros, autores participantes en los ciclos de recitales del Aula de Poesía de la Universidad de Murcia.
- CMN Mediterráneo

Esta serie ofrece un marco para el desarrollo de los diversos objetivos del Campus Mare Nostrum. De acuerdo con la naturaleza de este Campus de Excelencia Internacional, integra publicaciones relativas tanto a la educación superior de excelencia como a actuaciones para el desarrollo productivo sostenible en la cuenca del Mediterráneo. (Actualmente se publica como la colección Editum mare nostrum).
- Desarrollo y Cooperación

Serie que recoge estudios e investigaciones realizadas para comprender e impulsar la cooperación al desarrollo internacional desde el marco de las universidades. Este tema responde a una faceta históricamente parte de los fines de la Universidad: difundir el conocimiento y convertirlo en herramienta clave para la mejora de las condiciones de vida de los seres humanos, especialmente de los que están excluidos de un reparto justo y equitativo de la riqueza. La serie nace a partir de la iniciativa de grupos de investigación de la Facultad de Economía y Empresa de la Universidad de Murcia con una dilatada trayectoria de proyectos y acciones de cooperación con Iberoamérica.
- Docente

El propósito de esta colección es apoyar al profesorado para el desarrollo de sus asignaturas, como herramienta de trabajo, de consulta y de estudio para el alumno. En ellos los autores reflexionan con la bibliografía que utilizan para su elaboración y los contenidos son fruto de las directivas de innovación pedagógica recomendadas por el Espacio Europeo de Educación Superior. Actualmente esta serie se publica en la colección Editum educar y aprender.
- Empafish

Empafish es una serie, coordinada por el profesor de Ecología de la Universidad de Murcia Ángel Pérez Ruzafa, que recoge los resultados del proyecto de investigación europeo sobre la utilidad de la existencia de áreas marinas protegidas (MPA) para la gestión y conservación de las zonas de pesquería, desde perspectivas de sostenibilidad, mantenimiento de ecosistemas marinos y atención a las especies en riesgo de extinción. Las publicaciones recogen tanto metodologías como políticas de actuación derivadas de las conclusiones, en las que participan varias universidades y centros de investigación marina de toda Europa. (Esta serie se encuentra cerrada actualmente).
- Emprender

Serie que recoge preferentemente estudios y trabajos relacionados con el emprendimiento y la creación de empresas en la Región de Murcia, aunque también pueden incorporarse trabajos de ámbito nacional o internacional. El tema de las nuevas iniciativas emprendedoras es de una continua actualidad y dinamismo en el mundo económico y empresarial. Preguntas relativas a cómo emprender, en qué actividad hacerlo, cómo me financio o quien me puede ayudar a emprender son algunas de las que se tratan de responder en los trabajos de la serie. La Serie Emprender, nace a partir de la iniciativa de un grupo de profesores de la Universidad de Murcia (Facultad de Economía y Empresa) que en 2006 se incorporan al proyecto internacional GEM (Global Entrepreneurship Monitor).
- Estudios de Platería

Serie coordinada por el profesor de Historia del Arte de la Universidad de Murcia Jesús Rivas, nacida en 2001 y que publica anualmente, coincidiendo con la fiesta de San Eloy, patrón de los plateros, un volumen anual con trabajos relativos a platería y la joyería de los más acreditados investigadores españoles y extranjeros en esta materia. Son temáticas desde la platería religiosa a la platería civil, sus maestros, el marcaje así como las tipologías, y las técnicas propias de la platería y de la joyería. 
- Estudios Europeos

La serie de libros Estudios Europeos tiene como objetivo ser un punto de encuentro para tales investigaciones, reflexiones y propuestas sobre Europa. Por ello, pretende acoger trabajos de diferentes disciplinas científicas, realizados por expertos de la Universidad de Murcia y de otras instituciones españolas y europeas. Estudios Europeos es una iniciativa promovida por la Cátedra Jean Monnet de la Universidad de Murcia, y está previsto que las siguientes obras de esta serie se editen al amparo del Centro de Estudios Europeos de la Universidad de Murcia (CEEUM).
- Familia, élites de poder, historia social

Serie que tiene por objetivo analizar desde las distintas ciencias sociales y desde una perspectiva dinámica "quién, qué y cómo fuimos, y quién, qué y cómo somos, a partir y desde las familias, las élites de poder, y, en consecuencia, la historia social". Así lo afirman los coordinadores de esta serie, Francisco Chacón Jiménez y Juan Hernández Franco, que desde 1983 comenzaron a investigar sobre historia de la familia en relación con las élites de poder, abarcando como ámbitos de referencia España, Europa y América Latina.
- Guías PAU

Editum publica de la mano de los responsables de las Pruebas de Acceso a la Universidad manuales explicativos, con ejemplos prácticos, los contenidos de los exámenes y la manera idónea de plantearlos y resolverlos. Esta serie se encuentra cerrada actualmente.
- Historia del arte

Serie que incluye entre sus títulos obras que analizan las manifestaciones de pintura, escultura o arquitectura en distintas épocas y contextos, con el objetivo de lograr su compresión, explicando sus características, las influencias y factores de su producción y su intencionalidad. Por su vinculación con la Región de Murcia aparecerán en ella, además de obras generales de teoría e historia del arte, obras que expliquen el arte en los momentos en que esta ha sido especialmente fructífero, como el mundo romano, árabe, el barroco o el modernismo.
- Lienzo y Papel

Lienzo y Papel es una empresa conjunta entre MUBAM, APROMUBAM y UMU, a través de su Servicio de Cultura, consistente en aunar Arte y Literatura. Elegida una obra de arte del Museo, se convoca a los escritores para que glosen, en manera libre de género y perspectiva, sus creaciones en torno a la obra designada.
- Innovación en la Enseñanza Universitaria

Serie promovida para facilitar la difusión de estudios, experiencias, buenas prácticas y métodos de enseñanza y aprendizaje en la Universidad, que contribuya a la mejora de la Educación Superior y la adaptación de la cultura docente y discente al contexto creado por el Espacio Europeo de Educación Superior. Actualmente se publica en la colección Editum educar y aprender.
- Litteræ

Esta serie, dedicada a la traducción de textos literarios antiguos, medievales y modernos, tiene la finalidad de facilitar versiones en español de obras de importancia y trascendencia cultural y literaria escritas en otras lenguas; y editar aquellas que también entrañan especiales dificultades de comprensión. Así 'Litterae', siguiendo su sentido plural latino, edita documentos y relatos literarios, particularmente los escritos en lenguas neolatinas, y cuyo conocimiento es necesario para historiadores, filólogos y estudiosos de las ciencias humanas.
- Premios Vargas Llosa

Serie que publica las novelas ganadoras del Premio Vargas Llosa, que se creó en 1995 bajo la convocatoria de la Universidad de Murcia y la Caja de Ahorros del Mediterráneo, bajo el nombre de este escritor que fue doctor honoris causa de esta Universidad, y promovido por el profesor de la misma Victorino Polo.
- Publicaciones del Centenario

La Universidad de Murcia cumple cien años de historia al servicio de la educación superior, la creación de conocimiento y la transmisión de la cultura. Entre fines de 1913, cuando comenzó un movimiento social por su aprobación, y el desarrollo del primer curso académico 1915-16, transcurrió el periodo del que ahora se celebra su Centenario. En esta serie se publicarán investigaciones y estudios que contribuyan a que la sociedad conozca las aportaciones realizadas por la Universidad, su historia, su situación actual, sus retos y sus perspectivas de futuro en un contexto social, tecnológico, económico y científico complejo y apasionante.
- Usos del agua en el territorio

Colección coordinada por el profesor de Geografía de la Universidad de Murcia José María Gómez Espín, en la que se profundiza en los procedimientos tradicionales de gestión del agua, que han generado una cultura propia en el sureste de España. Con ello se pretende ayudar a orientar las políticas actuales más acordes con el aprovechamiento agrícola, económico y humano sostenible, teniendo en cuenta las circunstancias sociales, climáticas y geográficas de la Región de Murcia. La cultura del agua ha dado lugar a un rico patrimonio hidráulico en el Sureste de la península ibérica, con el que se ha hecho frente a las formas propias de presentarse y aprovechar el agua en este territorio, y así atender las necesidades de abastecimiento de energía, de riego o de ocio. Azudes, acequias, boqueras, cañerías, galerías con lumbreras, pozos verticales, ruedas de corriente, grupos motobomba, embalses, canales, molinos de cubo, azarbes, presas subálveas o pozos de nieve son entre otros objeto de análisis y estudio en esta colección.
- Vestigios de un mismo mundo

Serie nacida en 2008, coordinada por el profesor de Historia Moderna de la Universidad de Murcia José Javier Ruiz Ibáñez, con el objetivo de realizar el análisis de elementos del patrimonio histórico-cultural que permiten identificar la existencia de una cultura común en los ámbitos que cubrió la monarquía hispánica, y comprender ese pasado o herencia común. Patrimonio tanto artístico como inmaterial y antropológico (fiestas, indumentaria, costumbres...), se estudian por un equipo de investigadores mexicanos y españoles (historiadores, antropólogos, politólogos, sociólogos, filósofos e historiadores del arte) de diversas Universidades latinoamericanas y el Colegio de México, integrados en la Red Columnaria.

## Revistas científicas
Editum: Ediciones de la Universidad de Murcia publica en la actualidad 45 revistas científicas correspondientes a las diversas áreas de conocimiento de diversas Facultades, Departamentos e Institutos Universitarios de la Universidad de Murcia. La mayor parte de ellas cuenta con una edición impresa y otra electrónica, accesible a texto completo, en el portal de Revistas Científicas de la Universidad de Murcia, Edición Electrónica.
Agroecología
- Descripción: Revista de Agroecología.
- ISSN impreso: 1887-1941
- ISSN electrónico: 1989-4686
- Inicio: 2006
- Periodicidad: Anual
- Promotores: Facultad de Biología de la Universidad de Murcia, Sociedad Española de Agricultura Ecológica (SEAE).

Anales de Biología
- Descripción: Revista de Biología
- ISSN impreso: 1138-3399
- ISSN electrónico: 1989-2128
- Inicio: 1984
- Periodicidad: Anual
- Promotores: Facultad de Biología de la Universidad de Murcia

Anales de Derecho
- Descripción: Revista de Derecho
- ISSN impreso: 0210-539X
- ISSN electrónico: 1989-5992
- Inicio: 1977
- Promotores: Facultad de Derecho de la Universidad de Murcia

Anales de Documentación
- Descripción: Revista de Biblioteconomía y Documentación
- ISSN impreso: 1575-2437
- ISSN electrónico: 1697-7904
- Inicio: 1998
- Periodicidad: Anual
- Promotores: Facultad de Comunicación y Documentación de la Universidad de Murcia / Departamento de Información y Documentación

Anales de Filología Francesa
- Descripción: Revista de Filología Francesa
- ISSN impreso: 0213-2958
- ISSN electrónico: 1989-4678
- Inicio: 1985
- Periodicidad: Anual
- Promotores: Facultad de Letras de la Universidad de Murcia / Departamento de Filología Francesa, *Románica, Italiana y Árabe

Anales de Prehistoria y Arqueología
- Descripción: Revista de Prehistoria y Arqueología
- ISSN impreso: 0213-5663
- ISSN electrónico: 1989-6212
- Inicio 1985
- Promotores: Facultad de Letras de la Universidad de Murcia / Departamento de Prehistoria, *Arqueología, Historia Antigua, Historia Medieval y Ciencias y Técnicas Historiográficas

Anales de Psicología / Annals of Psychology
- Descripción: Revista de Psicología
- ISSN impreso: 0212-9728
- ISSN electrónico: 1695-2294
- Inicio: 1984
- Periodicidad: Semestral
- Promotores: Facultad de Psicología de la Universidad de Murcia

Anales de Veterinaria de Murcia
- Descripción: Revista de Ciencias Veterinarias
- ISSN impreso: 0213-5434
- ISSN electrónico: 1989-1784
- Inicio: 1985
- Periodicidad: Anual
- Promotores: Facultad de Veterinaria de la Universidad de Murcia

Antigüedad y Cristianismo
- Descripción: Monografías históricas sobre la Antigüedad tardía
- ISSN impreso: 0214-7165
- Inicio: 1984
- Promotores: Facultad de Letras de la Universidad de Murcia / Departamento de Prehistoria, Arqueología, Historia Antigua, Historia Medieval y Ciencias y Técnicas Historiográficas

Áreas
- Descripción: Revista Internacional de Ciencias Sociales
- ISSN impreso: 0211-6707
- Promotores: Facultad de Economía y Empresa de la Universidad de Murcia / Departamento de Economía Aplicada

Arte y políticas de la identidad
- Descripción: Investigaciones sobre la perspectiva del arte sobre las identidades personales y sus implicaciones sociales y políticas.
- ISSN electrónico: 1989-8452 | ISSN impreso: 1889-979X
- Inicio: 2009
- Periodicidad: Semestral
- Promotores: Grupo de Investigación Arte y Políticas de la identidad de la Universidad de Murcia

AZARBE
- Descripción: Revista Internacional de Trabajo Social y Bienestar
- ISSN electrónico: 2254-9641
- ISSN impreso: 2255-4955
- Inicio: 2012
- Periodicidad: Anual
- Pomotores: Facultad de Trabajo Social de la Universidad de Murcia / Colegio Oficial de Trabajo Social de la Región de Murcia

El Azufre Rojo
- Descripción: Revista de Estudios sobre Ibn Arabi
- ISSN electrónico: 2341-1678
- ISSN impreso: 2341-1368
- Inicio: 2014
- Periodicidad: Anual
- Promotores: Centro Puertas de Castilla / Ayuntamiento de Murcia

Bioderecho.es
- Descripción: Revista Internacional de Investigación en Bioderecho
- ISSN electrónico: 2386-6594
- Inicio 2014
- Periodicidad: Semestral
- Promotores: Centro de Estudios en Bioderecho, Ética y Salud (CEBES)

Cartaphilus
- Descripción: Revista electrónica de Investigación y Crítica Estética
- ISSN electrónico: 1887-5238
- Inicio: 2007
- Periodicidad: Semestral
- Promotores: Facultad de Letras de la Universidad de Murcia

Cuadernos de Gestión de Información
- Descripción: Revista académica interdisciplinar sobre Gestión de Información en las Organizaciones
- ISSN electrónico: 2253-8429
- Inicio: 2011
- Periodicidad: Anual
- Promotores: Cátedra UNESCO en Gestión de Información en las Organizaciones

Cuadernos de Psicología del Deporte
- Descripción: Revista especializada en los aspectos psicológicos que inciden en la práctica deportiva

- Inicio: 2001
- ISSN impreso: 1578-8423
- ISSN electrónico: 1989-5879
- Periodicidad: Semestral
- Promotores: Universidad de Murcia y Dirección General de Deportes de la Comunidad Autónoma de la Región de Murcia

Cuadernos de Turismo
- Descripción: Revista de Turismo
- ISSN impreso: 1139-7861
- ISSN electrónico: 1989-4635
- Inicio: 1998
- Periodicidad: Semestral
- Promotores: Facultad de Derecho de la Universidad de Murcia / Departamento de Geografía

Daimon
- Descripción: Revista de Filosofía
- ISSN impreso: 1130-0507
- ISSN electrónico: 1989-4651
- Inicio: 1989
- Periodicidad: Cuatrimestral
- Promotores: Facultad de Filosofía / Departamento de Filosofía

Documentos de Trabajo de Sociología Aplicada
- Descripción: Revista para la difusión de investigaciones sobre sociología
- ISSN electrónico: 2255-2138
- Inicio: 2012
- Promotores: Departamento de Sociología y Política Social de la Universidad de Murcia

Educatio Siglo XXI
- Descripción: Revista de Educación
- ISSN impreso: 1699-2105
- ISSN electrónico: 1989-466X
- Inicio: 2003; *Continuación de: Anales de Pedagogía
- Periodicidad: Semestral (a partir de 2009)
- Continuación de: Anales de Pedagogía
- Promotores: Facultad de Educación

Enfermería Global
- Descripción: Revista electrónica de Enfermería
- ISSN electrónico: 1695-6141
- Inicio: 2002
- Periodicidad: Cuatrimestral
- Promotores: Departamento de Enfermería de la Universidad de Murcia

Estudios Románicos
- Descripción: Revista de Filología Románica
- ISSN impreso: 0210-4911
- ISSN electrónico: En trámite
- Promotores: Facultad de Letras / Departamento de Filología Francesa, Románica, Italiana y Árabe

Historia Agraria
- Descripción: Revista de Historia Agraria
- ISSN impreso: 1139-1472
- ISSN electrónico: En trámite
- Inicio: 1991
- Promotores: Facultad de Economía y Empresa de la Universidad de Murcia / Departamento de Economía Aplicada

Imafronte
- Descripción: Revista de Historia del Arte
- ISSN impreso: 0212-392X
- ISSN electrónico: 1989-4562
- Inicio: 1985
- Periodicidad: Anual
- Promotores: Facultad de Letras / Departamento de Historia del Arte

International Journal of English Studies
- Descripción: Revista de Filología Inglesa
- ISSN impreso: 1578-7044
- ISSN electrónico: 1989-6131
- Inicio: 2002; *Continuación de: Cuadernos de Filología Inglesa
- Periodicidad: Semestral
- Promotores: Facultad de Letras / Departamento de Filología Inglesa

iQual
- Descripción: Revista sobre género e igualdad
- ISSN electrónico: 2603-851X
- Inicio: 2018
- Periodicidad: Anual

Medievalismo
- Descripción: Revista de Estudios Medievales, especialmente en el ámbito hispánico
- ISSN electrónico: 1989-8312
- Inicio: 1991
- Promotores: Sociedad Española de Estudios Medievales. Ediciones de la Universidad de Murcia gestiona la edición electrónica desde enero de 2009

Miscelánea Medieval Murciana
- Descripción: Revista de Historia Medieval
- ISSN impreso: 0210-4903
- ISSN electrónico: 1989-4597
- Inicio: 1973
- Periodicidad: Anual
- Promotores: Facultad de Letras de la Universidad de Murcia / Departamento de Prehistoria, Arqueología, Historia Antigua, Historia Medieval y Ciencias y Técnicas Historiográficas

Monteagudo
- Descripción: Revista de Literatura Española, Hispanoamericana y Teoría de la Literatura
- Año de creación: 1953
- ISSN impreso: 0580-6712
- ISSN electrónico: 1989-6166
- Inicio: 1953
- Promotores: Facultad de Letras de la Universidad de Murcia / Departamento de Literatura Española, Teoría de la Literatura y Literatura Comparada
- Fundador: Mariano Baquero Goyanes

Myrtia
- Descripción: Revista de Filología Clásica
- ISSN impreso: 0213-7674
- ISSN electrónico: 1989-4619
- Inicio: 1986
- Periodicidad: Anual
- Promotores: Facultad de Letras de la Universidad de Murcia / Departamento de Filología Clásica

Navegamerica
- Descripción: Revista electrónica de Historia de América
- ISSN electrónico: 1989-211X
- Inicio: 2008
- Periodicidad: Semestral
- Promotores: Facultad de Letras de la Universidad de Murcia / Departamento de Historia Moderna, Contemporánea y de América, Asociación Española de Americanistas

Papeles de Geografía
- Descripción: Revista de Geografía
- ISSN impreso: 0213-1781
- ISSN electrónico: 1989-4627
- Inicio: 1968
- Promotores: Facultad de Derecho de la Universidad de Murcia / Departamento de Geografía

Revista de Contabilidad - Spanish Accounting Review
- Descripción: Revista de la ASEPUC
- ISSN electrónico: 1988-4672
- ISSN impreso: 1138-4891
- Inicio: 1997
- Periodicidad: Semestral
- Promotores: Asociación Española de Profesores Universitarios de Contabilidad (ASEPUC)

Revista de Educación a Distancia
- Descripción: Revista electrónica de Docencia Universitaria
- ISSN electrónico: 1578-7680
- Inicio: 2001
- Promotores: Facultad de Psicología de la Universidad de Murcia / Departamento de Psicología Evolutiva y de la Educación

Revista de Investigación Educativa
- Descripción: Revista de Investigación Lingüística
- ISSN impreso: 0212-4068
- ISSN electrónico: Pendiente
- Inicio: 1983
- Periodicidad: Semestral
- Promotores: Departamento de Métodos de Investigación y Diagnóstico en Educación de la Universidad de Murcia | Asociación Interuniversitaria de Investigación Pedagógica (AIDIPE)

Revista de Investigación Lingüística
- Descripción: Revista de Investigación Lingüística
- ISSN impreso: 1139-1146
- ISSN electrónico: 1989-4554
- Inicio: 1997
- Periodicidad: Anual
- Promotores: Facultad de Letras / Departamento de Lengua Española, Lingüística General y Traducción e Interpretación

Revista de investigación sobre Flamenco 'La Madrugá'
- Descripción: Revista electrónica de investigación de aspectos musicológicos, antropológicos y sociales del Cante flamenco y su mundo
- ISSN electrónico:1989-6042
- Inicio: 2009
- Periodicidad: Semestral
- Promotores: Universidad de Murcia

Revista Electrónica Interuniversitaria de Formación del Profesorado
- Descripción: Revista electrónica para la formación del profesorado
- ISSN electrónico: 1575-0965
- Inicio: 1987
- Periodicidad: Cuatrimestral
- Promotores: Asociación Universitaria de Formación del Profesorado (AUFOP)

Revista Interuniversitaria de Investigación en Tecnología Educativa
- Descripción: Revista electrónica de acceso abierto para promover y compartir los avances en investigación en el área de la Tecnología Educativa
- ISSN electrónico: 2529-9638
- Inicio: 2016
- Periodicidad: Semestral
- Promotores: Grupo de Investigación en Tecnología Educativa de la Universidad de Murcia

Revista Murciana de Antropología
- Descripción: Revista de Antropología
- ISSN impreso: 1135-691X
- ISSN electrónico: 1989-6204
- Promotores: Facultad de Letras / Departamento de Prehistoria, Arqueología, Historia Antigua, Historia Medieval y Ciencias y Técnicas Historiográficas

Sociología histórica
- Descripción: Revista de investigación acerca de la dimensión histórica de los fenómenos sociales
- ISSN electrónico: 2255-3851
- Inicio: 2012
- Periodicidad: Anual
- Promotores: Departamento de Sociología y Política Social de la Universidad de Murcia

SPORT-TK - Revista EuroAmericana de Ciencias del Deporte
- Descripción: El tema principal de la revista son las Ciencias de la Actividad Física y el Deporte
- ISSN electrónico: 2340-8812
- Inicio: 2012
- Periodicidad: Semestral
- Promotores: Facultad de Ciencias del Deporte de la Universidad de Murcia

Tonos Digital
- Descripción: Revista electrónica de Estudios Filológicos
- ISSN electrónico: 1577-6921
- Inicio: 2001
- Periodicidad: Semestral
- Promotores: Facultad de Letras

## Revistas históricas
A continuación se presenta una lista de las revistas científicas que han dejado de ser publicadas por Editum: Ediciones de la Universidad de Murcia. Algunas de estas revistas fueron continuadas con un cambio de nombre hasta la actualidad.
- Anales de Ciencias (1985-1988)
- Anales de Filología Hispánica (1985-1990)
- Anales de Historia Contemporánea (1982-2009)
- Anales de la Universidad de Murcia (1930-1954)
- Anales de la Universidad de Murcia (Ciencias) (1955-1984)
- Anales de la Universidad de Murcia (Derecho) (1955-1976)
- Anales de la Universidad de Murcia (Filosofía y Ciencias de la Educación) (1980-1981)
- Anales de la Universidad de Murcia (Filosofía y Letras) (1954-1980)
- Anales de la Universidad de Murcia (Letras) (1980-1985)
- Anales de la Universidad de Murcia (Medicina) (1997)
- Anales de Pedagogía (1983-2001)
- Anuario de Hojas de Warmi (1999-2012)
- Avances en Cronobiología
- Contrastes (1986-2008)
- Cuadernos de Arquitectura Romana (1992-1993)
- Cuadernos de Filología Inglesa (1985-2001)
- Glossae (1996-1998)
- Histology and Histopathology (1986-2014)
- Res Publica (1998-2010)